# Buebi
Buebi (italià Bobbio Pellice, piemontès Beubi) és un municipi italià, situat a la ciutat metropolitana de Torí, a la regió del Piemont. L'any 2007 tenia 598 habitants. Està situat a la Vall Pellice, una de les Valls Occitanes. Limita amb els municipis d'Abriès (Alts Alps), Crissolo (Cuneo), Praal, Ristolas (Alts Alps) i Villar Pellice D'aquí van sortir els colons que habitaren l'enclavament occità de La Gàrdia, a Calàbria.

## Administració
| Període | Identitat       | Partit         |
| ------- | --------------- | -------------- |
| 2004-   | Giuseppe Berton | Centreesquerra |